# 锡伦布赫
锡伦布赫（德語：Sillenbuch，發音：[ˈzɪlənˌbuːx]）是德国巴登-符腾堡州斯图加特的区，面积7.45平方千米，2020年5月人口为24,067人。
锡伦布赫原为一独立市镇，1937年4月1日，锡伦布赫并入斯图加特。今天的锡伦布赫区于1947年由原锡伦布赫加霍伊马登和里德贝格（Riedenberg）合并而成。